# 湖底の光芒
『湖底の光芒』（こていのこうぼう）は、松本清張の長編小説。『石路』のタイトルで『小説現代』に連載され（1963年2月号 - 1964年5月号）、1983年1月に講談社ノベルスから刊行された。

## あらすじ
夫の遺した長野県岡谷市のレンズ製造会社を引き継いでいた遠沢加須子は、得意先のカメラ製造会社・ケーアイ光学が倒産したとの報を受け、東京での債権者会議に駆けつけるが、森崎社長および同席の山中は、加須子に対してだけ別の小切手の提供を申し出る。週が明けると、加須子以外の他の債権者に渡した小切手は不渡で、ケーアイ光学は偽装倒産であったことが判明する。
諏訪湖のほとり、岡谷に戻った加須子に、地元大手から引き合いの誘いが入り、加須子はハイランド光学の若手専務・弓島から思いがけないバックアップの申し出を受ける。そこへ義妹の多摩子が東京から帰り、中部光学の視察に訪れた弓島と遭遇、多摩子は弓島を気に入りアプローチを始める。ハイランド光学の競合・パイオニヤ光学の経営不明朗を報じる怪文書が出回る一方、弓島と結び付いた多摩子は翌日、中部光学の引き継ぎを加須子に宣言、追い打ちをかけるように、ケーアイ光学に次ぐ得意先のラビット光学が、中部光学との解約を通知、加須子は自分の足もとが揺れるのを覚える。
弓島を巡り加須子に嫉妬する多摩子は騒動を起し、他方、下請業者の恨みを物ともせず、策略を進めてきた弓島のもとに異変が起こる。

## 主な登場人物
遠沢加須子
小規模なレンズ製造会社である中部光学の女性経営者。夫・憲太郎の遺志を継ぎ、家族的な親密感で会社を支えている。
弓島邦雄
諏訪地方の大手カメラ製造会社であるハイランド光学の専務。社長の若き代理として実質的に会社を切り回している。
遠沢多摩子
加須子の義妹。女子大卒業後東京に住んでいたが、帰省し弓島と出会う。派手な性格。
倉橋市太
中部光学の職長で、工場の中心的存在。独身を通している。
森崎信雄
カメラ製造会社であるケーアイ光学の社長。
山中重夫
森崎の紹介で債権者会議に現れた都内の有力機械商。
権藤三郎
パイオニヤ光学の系列会社であるラビット光学の営業部長。
中村義一
ハイランド光学の下請の一つである高島光学の社長。
弓島順平
弓島邦雄の従兄でハイランド光学の社長。

## エピソード
- 第5節に登場する上諏訪温泉の割烹旅館「絹半」のモデルは、同温泉のホテル「布半」である（2025年現在も営業中）。清張は本作の取材で布半を訪問、当時同ホテル会長の藤原吉彦が特別室に案内すると、清張は「広すぎて落ち着かない」と言い、離れの中でも一番狭い「待月」をリクエスト、滞在中には一日に4・5人が訪れ、清張は次から次へとインタビューし、メモを取っていたという[1]。
- 本作の「ハイランド光学」の設定は、ヤシカ（現在の京セラ）とオリンパス光学工業の両社がモデルとされ、終盤で発覚する弓島の背任行為および覚醒剤使用の暗示は、ヤシカ社内で当時起きた事件がモデルとされる[2]。